# Иркилик
Иркили́к — село в Прибайкальском районе Бурятии. Входит в сельское поселение «Турунтаевское».

## География
Расположено по восточной стороне Баргузинского тракта (55-й км) — региональной автодороги Р438, по которой на западе граничит с районным центром — селом Турунтаево. По северной половине села протекает река Иркилик, левый приток реки Итанцы.

## Население
| 2002 | 2010 |
| ---- | ---- |
| 438  | ↗535 |

## Инфраструктура
Дом культуры, детский сад.